# 北卡马基亚古里
北卡马基亚古里（Uttar Kamakhyaguri），是印度西孟加拉邦杰尔拜古里县的一个城镇。总人口10544（2001年）。

## 人口
该地2001年总人口10544人，其中男性5402人，女性5142人；0—6岁人口1128人，其中男559人，女569人；识字率77.62%，其中男性为82.43%，女性为72.56%。